# فنسنت براون
فنسنت براون (بالإنجليزية: Vincent Brown)‏ (و. 1989  م) هو لاعب كرة قدم أمريكية، من الولايات المتحدة، ولد في آبلاند، سان بيرناردينو، كاليفورنيا، يلعب كمستقبل واسع ‏.

## التعليم
تعلم في جامعة سان دييغو الحكومية.

## روابط خارجية
- فنسنت براون على موقع إي إس بي إن.كوم (أن.أف.أل)3
- فنسنت براون على موقع مرجع كرة القدم المحترفة.كوم (الإنجليزية)